# Миропомазване
Миропома̀зване (миропомазание) е тайнство, ритуал в православната литургична традиция.

## Миропомазване
Миропомазването е едно от седемте основни църковни тайнства. В православната традиция то се извършва непосредствено след кръщението. Физическата му страна включва нанасянето на предварително осветено миро върху челото, ръцете и краката на приемащия кръщение. Символиката на това тайнство е свързана с печата на Светия Дух, който възстановява първоначалната чистота на човешката природа и божественото подобие, осквернено от първородния грях.

### Молитва
При извършване на Миропомазването се изрича молитвената формула:
- „Печат дара Духа Светаго“ (на гръцки: Σφραγὶς δωρεᾶς Πνεύματος Ἁγίου; на български: Печатът на дара на Светия Дух)

Тя препраща към символиката на празника Петдесетница (слизането на Светия Дух над апостолите и създаването на Христовата Църква).

## Миро
Миро̀то, известно и като елей, (светѐно масло) се приготвя от специална смес, съдържаща елей (зехтин), бяло вино (което служи за предпазване на врящия зехтин от прегаряне, а подсилено със спирт, то има ролята на разтворител) и обикновено между 20 до 57 други съставки (благоуханни смоли, треви, корени, етерични масла и есенции). Броят и видът на съставките на мирото, което се приготвя за култова употреба в Православната църква, не е строго установен. Право да варят миро имат поместните православни църкви, като ритуалът се извършва от патриарха на Велики Четвъртък (в седмицата преди Възкресение Христово). Наричано още „елей на радостта“, мирото и Миропомазанието запечатва във всички християни дара на тяхното тройно служение – царско, свещеническо и пророческо.